# Ágios Andrónikos
Ágios Andrónikos är en ort i Cypern.   Den ligger i distriktet Eparchía Ammochóstou, i den östra delen av landet, 50 km öster om huvudstaden Nicosia. Ágios Andrónikos ligger 203 meter över havet och antalet invånare är 310. Den ligger på ön Cypern.
Terrängen runt Ágios Andrónikos är platt åt sydost, men åt nordväst är den kuperad. Närmaste större samhälle är Tríkomo, 6,2 km söder om Ágios Andrónikos. 
Medelhavsklimat råder i trakten. Årsmedeltemperaturen i trakten är 23 °C. Den varmaste månaden är augusti, då medeltemperaturen är 32 °C, och den kallaste är februari, med 13 °C. Genomsnittlig årsnederbörd är 450 millimeter. Den regnigaste månaden är december, med i genomsnitt 99 mm nederbörd, och den torraste är augusti, med 1 mm nederbörd.